# Acrocercops panacitorsens
Acrocercops panacitorsens là một loài bướm đêm thuộc họ Gracillariidae. Nó được tìm thấy ở New Zealand.

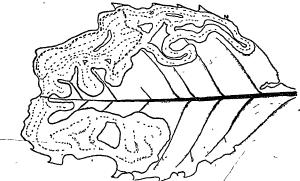
Lá do ấu trùng ăn

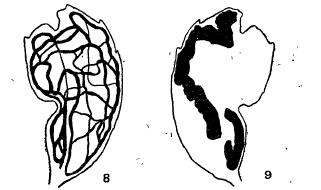
8: vết ấu trùng ăn, mặt dưới lá; 9: vết ấu trùng ăn, mặt trên lá

Sải cánh dài khoảng 9 mm. Ấu trùng ăn các loài Nothopanax arboreum, Nothopanax sinclairii và Panax. Chúng ăn lá nơi chúng làm tổ.

## Hình ảnh

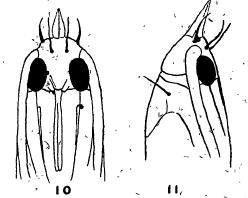